# Philemon Kiprop Boit
Philemon Kiprop Boit (* 1976) ist ein kenianischer Marathonläufer.
2007 gewann er den Brescia-Marathon, 2008 wurde er Dritter beim Mumbai-Marathon. Ebenfalls Dritter wurde er mit seiner persönlichen Bestzeit von 2:10:55 h beim Tiberias-Marathon 2009. 2010 wurde er Fünfter beim Danzhou-Marathon, 2011 siegte er beim Brighton-Marathon.
Philemon Kiprop Boit ist Bruder von Stanley Leleito und wird von Claudio Berardelli trainiert.